# Tomáš Štěrba
Tomáš Štěrba (29. prosince 1946 – 24. listopadu 2004) byl český politik, v 90. letech 20. století poslanec České národní rady a Poslanecké sněmovny za Liberálně sociální unii, později za Českomoravskou unii středu, Liberálně stranu národně sociální a Občanské národní hnutí, počátkem 21. století regionální protijaderný aktivista na Pačejovsku.

## Biografie
Ve volbách v roce 1992 byl zvolen do České národní rady na kandidátní listině koalice LSU (volební obvod Západočeský kraj). Zasedal v zahraničním výboru.
Od vzniku samostatné České republiky v lednu 1993 byla ČNR transformována na Poslaneckou sněmovnu Parlamentu České republiky. V ní setrval do konce funkčního období, tedy do voleb v roce 1996. V prosinci 1994 přešel do klubu Českomoravské unie středu (ČMUS), který vznikl sloučením klubů LSU, ČMUS a Zemědělské strany. Od července 1995 byl členem klubu Liberální strany národně sociální (fungoval v něm jako jeho předseda). Šlo o odštěpenecký klub, který ustavilo několik členů dosavadního klubu LSNS a němuž se Štěrba připojil. Mateřská ČMUS reagovala na Štěrbův přestup s tím, že šlo o ambiciózního politika, který by se v ČMUS nedočkal takové kariéry. Koncem července 1995 oznámil, že uvažuje o vstupu do LSNS, ale dosud prý tak neučinil. V lednu 1996 se vyjádřil v tom smyslu, že bude ve volební kampani kritizovat ODS, ale oceňuje její působení a přeje si, aby vládla i další čtyři roky. V únoru 1996 se ho LSNS (respektive nová koalice SD-LSNS) zřekla pro jeho názory a doporučila jeho vyškrtnutí z volební kandidátky pro sněmovní volby v roce 1996 i pozastavení členství. Vedení strany vadila například jeho podpora vedení podniku Poldi Kladno. Krátce před koncem volebního období se tak ještě v únoru 1996 stal členem a předsedou klubu Občanského národního hnutí, který byl ovšem jen přejmenovaným původním klubem LSNS, jehož členové odmítli poslušnost vedení strany SD-LSNS.
V únoru 1994 byl fyzicky napaden na ulici v Praze. Nebyl schopen útočníky identifikovat ani posoudit, zda šlo o politicky motivovaný útok. V roce 2001 informovala Mladá fronta DNES, že poradci Miloše Zemana nabízeli českým krajanům v Jihoafrické republice bydlení v domech stavěných firmou H-System. Mělo jít o důkaz propojení této kontroverzní firmy na politickou scénu. Cesty do JAR se v roce 1993 měli účastnit zmínění poradci Miroslav Šlouf a Jaroslav Sup a také Tomáš Štěrba. Bývalý poslanec ale na tuto kauzu reagoval s tím, že do JAR jel pouze na návštěvu krajanů, nikoliv za účelem konkrétních podnikatelských plánů.
V komunálních volbách roku 1998 a komunálních volbách roku 2002 neúspěšně kandidoval do zastupitelstva města Klatovy za KDU-ČSL. Profesně se uvádí jako zemědělec a zemědělský inženýr. Počátkem 21. století působil v čele občanského hnutí Jaderný odpad - děkujeme nechceme! v Pačejově, které bojovalo proti plánům na výstavbu úložiště jaderného odpadu.